# Харукава, Санго
Санго Харукава (яп. 春河35 Харукава санго) — японская карикатуристка, иллюстратор, мангака. Известна иллюстрированием и дизайном персонажей манги «Проза бродячих псов».

## Биография
Родилась в городе Иокогама, префектура Канагава, Япония. Дата рождения — 2 мая.
Период деятельности — с 2012 года.

## Манга
- «Проза бродячих псов» — с 1 номера журнала Young Ace изд. Kadokawa Shoten за 2013 год, вышедшего 4 декабря 2012 года, издано 23 тома[2].

## Другое
- Touken Ranbu -ONLINE- Novel and Illustrations Anthology ~Sakura~, Kadokawa — иллюстрирование
- Hoshi no Sora (автор: Такамити Ивасэки), ASCII Media Works  — иллюстрирование обеих книг (как 35)
- Seventh Heaven[яп.], Drama CD, Rejet — иллюстрирование (как 35)
- Ozu to Himitsu no Ai, Drama CD, Rejet — иллюстрирование (как 35)